# Bulbophyllum papulipetalum
Bulbophyllum papulipetalum är en orkidéart som beskrevs av Rudolf Schlechter. Bulbophyllum papulipetalum ingår i släktet Bulbophyllum och familjen orkidéer. Inga underarter finns listade i Catalogue of Life.